# セクシーキャバクラ
セクシーキャバクラとは、女性が客の横に座ったり対面で上に乗ったりして衣装を脱いで上半身裸になり、ディープキスをしたり胸や乳首などを触らせたり舐めさせたり吸わせるといったサービスを提供している飲食店。略称はセクキャバ。
同義語として、おっぱいパブ（おっパブ、オッパブ）、セクシーパブ（セクパブ）、お触りキャバクラ、お触りパブ、ハッスルパブ、類似店舗としてランジェリーパブ（衣装はランジェリーでキャバクラ同様にお触りは無し）などがある。

## 概説
基本はキャバクラのシステムに準ずるが、客が女性接客係の身体に接触できることがキャバクラと異なる。店舗により衣装や下着の上からソフトタッチのみ可能な場合もある。
性的サービスはお触りのみで、ピンクサロンとは異なり射精させる抜きサービスは提供しない。一部で、抜きサービスをプラスした「抜きキャバ」もある（後述）。キャバクラ情報誌やキャバクラ情報サイト上ではセクシー系、エクストリーム系、エンターテインメント系などと分類される。
札幌市すすきのをはじめとする北海道、東北地方北部、北九州市小倉駅裏をはじめとする九州地方の一部などの地域では、キャバクラはセクシーパブに該当するサービスを行う店舗を指し、一般的なキャバクラ相当の店舗は、北海道や東北で「ニュークラブ」、九州で「ラウンジ」と称される。
基本的に客が積極的に女性を触るが、女性接客係が積極的に男性客を触るサービスを提供する「逆セクキャバ」（逆セクハラパブ）店舗もある。一般的なセクシーパブも客が選択可能な「逆セクハラコース」を設ける店舗がある。
ガールズバー、ゲイバー、ニューハーフキャバクラもセクシーサービスを提供する店舗がある。

### ハード系セクキャバ
一般的なセクシーパブよりも過激なサービスを提供する店舗は、男性客に女性接客係の下半身を触らせるサービスを提供している。このような過激なサービスを提供する店舗はハード系セクキャバと呼ばれ、同義語として過激系セクキャバと呼ばれる場合もある。
ハード系セクキャバと対比して、女性接客係の下半身のお触りを認めていない店舗をソフト系セクキャバと呼ぶ場合もある。

### 抜きキャバ
一般的なセクシーパブの性的サービスはお触りのみで、女性接客係が男性客を射精させる抜きサービスは提供しないが、抜きサービスをプラスした「抜きキャバ」もある。
「抜きキャバ」と呼ばれる店舗は、通常は一般的なセクシーパブと同様なサービスを提供するが、追加料金で性的サービスを個室で提供（個室サービス）する。個室サービスの内容はピンクサロン同様にフェラチオを基本とするが、性行為（本番行為）を黙認する店もある。札幌市すすきので発祥し、1990年代後半以降は東京都を中心に各都市で多くのセクシーパブがこのサービスを取り入れた。
風営法は飲食店内の性行為を認めておらず、特に東京都は2004年以降の「歌舞伎町浄化作戦」で都内のほぼすべての「抜きキャバ」を摘発し、射精させる抜きや性行為本番などのサービスを提供する店舗群は壊滅した。「歌舞伎町浄化作戦」を主導した都知事と副知事がともに離任したのちは、歌舞伎町を中心に「抜きキャバ」の営業が再開されていると『アサヒ芸能』は記事にした。

### おさわり系ホストクラブ（セクホス）
男性向けばかりではなく、女性向けのセクシーキャバクラとして風俗店の「おさわり系ホストクラブ」（お触り系ホストクラブ）も営業していた。後にセクキャバのホスト版という意味合いの「セクホス」とも称された。
メディアに取り上げられた店舗としては、北海道すすきので営業していた「メンズキャバクラ太郎」や、大阪梅田で営業していた「ダンクシュート」が知られている（どちらの店舗も現在は営業終了）。
「おさわり系ホストクラブ」は、男性店員が女性客に対してハード系セクキャバ同様のサービスを提供する。ホストクラブやメンズキャバクラと同様にホストが女性客を接客する営業スタイルであり、女性客がホストの男性器を触ることができる。
このような店舗では、ホストは接客時にビキニブリーフやTバックブリーフを穿いただけの姿になるか、または着衣のままズボンと下着を下ろして下半身を女性客に見せ、女性客はホストの男性器をもてあそぶ。女性客に触られている間、ホストはずっと勃起している。女性客はホストの男性器を触って勃起させたり、勃起した男性器をもてあそぶことを楽しむ。ホストの男性器を手コキとフェラチオで刺激して射精させることを楽しむ女性客も多い。営業時間内にハッスルタイムがあり、ホストによる男性ストリップが行われる営業形態もある。男性向けのセクシーキャバクラと同様に性的サービスはお触りのみでいわゆる本番行為は認められないのが原則である。
一般的なホストクラブというよりも女性向けの風俗として分類されるが、店名はあえて「おさわり」を掲げずに普通に「ホストクラブ」「メンズキャバクラ」とのみ謳っている店舗が多い。2022年に大阪で営業を開始した店舗は「セクホス」（セクキャバのホスト版）と称していた。口語表現では俗に「お触りありのホストクラブ」「お触りありの店」「お触り系の店」などとも呼ばれる他、「おっパブ」の男性版として「チンパブ」と呼ばれることもある。
1980年代にはテレビ朝日系列のバラエティー番組『独占!女の60分』において、「男性ノーパン喫茶」の取材が放送された。こうした店舗では、裸にエプロンを着用した男性店員が女性を接客するという、後のお触り系ホストクラブに近いサービスを提供していたことが取材されており、レポートをつとめたタレントの泉アキは、女性客が男性店員の男性器を触っていたことを報告している。こうした店舗は1984年の風営法改定により閉店を余儀なくされた。
1990年代になると「Tバックホスト」（Tバックブリーフのみを着用した男性店員が女性を接客する）が歌舞伎町などで営業していた
。先行する男性ノーパン喫茶とは異なり下着着用での接客ということで取り締まりへの配慮を見せたが、こうした営業形態の店舗も短命に終わっている。
また、1990年代のレディースコミック等の記事では、ホストクラブに入店した女性客が店内の卓でホストにフェラチオをした告白が掲載された例や、90年代に歌舞伎町で発行されたフリーペーパーにホスト側の告白として店内で女性客にフェラチオをされた体験談が掲載された例がある（「ホストクラブ店内で多発する尺八! 店内でお客様に“おしゃぶり”されたホストたちの衝撃告白」 フリーペーパー『Midnight in Tokyo/歌舞伎町夜遊び情報』1999年発行）。いずれの場合もホストからの要求ではなく女性客側からの要求に応えたホストが、店内でできるギリギリの性行為としてフェラチオを許可した体験談であった。こうした体験談の行為はホストクラブの営業としてセクシーサービスを提供していたわけではなく、ホストによる個人的なサービスだったと考えられる。
2001年、北海道すすきので開店した「メンズキャバクラ太郎」が、男性ストリップとお触りのセクシーサービスを提供した。同店は一般的な「ホストクラブ」とは異なる営業形態であることを強調するために、当時はまだ一般的ではなかった「メンズキャバクラ」を店名に掲げた。また、男性店員も「ホスト」ではなくキャバ嬢の男性版として「キャバ郎」と呼ばれていた。その後、「メンズキャバクラ」という名称からは男性ストリップなどのセクシーサービスを提供する「メンズキャバクラ太郎」とは切り離された、カジュアルなホストクラブというイメージで浸透して行き、「キャバ郎」という呼び名も一般化することなく「ホスト」の呼称に吸収されて行った。
「お触り系ホストクラブ」と呼ばれる店舗が営業していたのは2006年頃から数年間と見られ、2022年には大阪の「ダンクシュート」が「セクホス」という名称を店名に掲げた。
また、ホストクラブとは異なる営業形態ながら、2010年頃に秋葉原に存在した女性向け総合遊戯施設では、店内のアダルトコーナーにおいて、個室サービスブースで男性店員による女性客へのおさわりサービスを提供していた例もある。

### 法律上の位置づけ
風営法上はキャバクラ若しくはキャバレーと同様である。「風俗営業等の規制及び業務の適正化等に関する法律」第2条に定義される風俗営業1号ないし2号として公安委員会の許可を受けて営業することとなる。風俗営業のため客を接待する業務を行う者として雇用できるのは18歳以上の者である（同法22条）。また、18歳未満の者は入店できない（同法18、22条）。

### 関連飲食店
キャンパスパブ
女子大生がアルバイトでホステスをしていることを売り物にする店。
または、ホステスが女子高生の制服を着用したり、女子大生風の衣装を身に着けて男性客を接待する店のことを言う場合もある。
フィリピンパブ
ホステスが主にフィリピン人であるパブ。
ショーパブ
飲食をしながら、ステージのショーが楽しめるパブ。
セクシーパブに近いサービスを提供している店舗では、ステージで踊る女性ダンサーと客が絡むことができる。
逆セクキャバ（逆セクハラパブ）
女性接客係が積極的に男性客の体を触って愛撫するというサービスを提供する店。
一般的なセクシーパブの中にも「逆セクハラコース」を設けて、このようなサービスを提供する店舗もある。
ランジェリーパブ（ランパブ）
ホステスが下着姿で男性客を接待するパブ。セクキャバの形態を取り入れている店舗と、ホステスの体を触ることは禁止されている通常のキャバクラのような店舗がある。
ノーパン喫茶
ウェイトレスが下着を穿かない状態（ノーパン）でミニスカートを穿くというスタイルで接客する成人向けの喫茶店。
類似業種として、ミニスカートのウェイトレスのパンチラを楽しむパンチラ喫茶や、ノーパン喫茶と同様にウェイトレスが下着を穿かずにミニスカートで接客するノーパンしゃぶしゃぶやノーパン焼肉が存在する。
ピンクサロン
女性が男性客をフェラチオなどで射精させるサービスを提供する風俗。

## セクキャバで働く女性について
18歳以上ならセクキャバで働くことが可能である（※ただし、高校生は自主規制により断られることがある）。
セクキャバの仕事を本業にしている女性キャストに加えて、大学や専門学校の勉強と両立しながら働く女性キャストや、別の仕事を掛け持ちしている女性キャストもいる。 
セクキャバで働く理由として給料が良いという点が挙げられるが、中には、最初は別の仕事をしていたが人間関係が原因で退職した女性がセクキャバで働き始めたり、一度セクキャバを辞めて他の仕事に就いたが再度セクキャバに戻ってくる女性もいるため、セクキャバで働く理由やキッカケは様々である。
また、セクキャバは風俗店ではなく精液を介した性的接触がないため、風俗よりもリスクが低いうえに、キャバクラやガールズバーよりも多くの収入を得ることができる。 
1日の中で複数人の男性と接客しないといけないことが多いので、女性キャストが行う衛生管理や体調管理の方法として、口を清潔に保つために接客の合間に歯磨きをしたり、うがい薬やマウスウォッシュの使用が挙げられる。また、胸や乳首を舐められたり吸われたりすることによって唾液が大量に付着するので、胸や乳首をおしぼりやウェットティッシュで拭いたり消毒したりするといったことが挙げられる。 
セクキャバで働く女性キャストのことをセクキャバ嬢やおっパブ嬢と呼ぶことがある。 

### 地雷嬢
基本サービスをしない嬢も存在しており、そのような嬢は地雷嬢と呼ばれている。
例として、
- トークばかりして、時間稼ぎをする。
- ディープキスをせずに、ソフトキスしかしない。
- 乳首が痛いなどの理由をつけて、乳首を触らせない、舐めさせない、吸わせない。
- 恥ずかしいなどの理由をつけて、胸を見せない、触らせない、舐めさせない。

などが挙げられる。

## システム

### 基本サービス（プレイ内容）
- 恋人プレイ
- ディープキス
- 女性キャストの上半身（胸や乳首など）を触る、舐める、吸う
- 男性客の乳首を触る、舐める、吸う

※女性キャストによっては、衣装や下着の上からだと女性器を触れる場合や、直接触ったり指入れをすることを許可している場合もある。

### 禁止事項
- 射精
- 男性器を露出する

### その他
- オールタイム制、常時おさわり制
常時セクシーサービスが可能な形式。
- ダウンタイム制、ショータイム制
定時になると店内が暗くなり、セクシーサービスを行う形式。
基本的に1セットは40分である。そこで客一人に対し1人ないし3人の女性が交代でサービスを行う。
- チップ制
チップを払うことでセクシーサービスを行う形式。
- 個室制、プライベート制
個室に行き、セクシーサービスを行う形式。

※指名、本指名などのシステムはキャバクラに準じている。
※上記のシステムを組み合わせて併用する店もある。